# Гурик (село)
Гурик (таб. Ккурихъ) — село в Табасаранском районе Республики Дагестан (Россия). Административный центр сельского поселения Сельсовет Гурикский.

## География
Село расположено в 1,5 км к западу от административного центра района — с. Хучни. Ближайшими соседями села являются сёла: Ляхе, Джульджниф, Юргулиг, Ергюняг и Ханаг.

## Население
| 1895 | 1926 | 1939 | 1970 | 1989 | 2002 | 2010 |
| ---- | ---- | ---- | ---- | ---- | ---- | ---- |
| 266  | ↗412 | ↗458 | ↗564 | ↗709 | ↗931 | ↘804 |
| 2021 |      |      |      |      |      |      |
| ↗853 |      |      |      |      |      |      |

## Инфраструктура

### Культура
- Центр традиционной культуры народов России.[9]

## Известные уроженцы
- Абдулмалик Гасамутдинович Юсуфов  (1930—2018) — доктор биологических наук, профессор, заслуженный деятель науки РФ и РД, создатель и заведующий кафедрой физиологии растений и теории эволюции Дагестанского государственного университета; председатель дагестанского отделения Общества физиологов растений России
- Магомед Гасамутдинович Юсуфов  (1942—2024) — заслуженный деятель науки РД, д. филол. н., профессор. В 1990 году стал зав. кафедрой ДГУ, затем проректором по учебной работе, директором Дербентского филиала ДГУ. С 2003 по 2013 год возглавлял Дербентский филиал Ивановского государственного университета, ныне — советник ректора Социально-педагогического института в г. Дербенте. Международным биографическим центром г. Кембриджа (Великобритания) Магомед Гасамутдинович признан «Человеком года 1997—1998 гг.» и внесен в книгу «Люди XX столетия», а американским энциклопедическим центром удостоен медали Чести.[10]